# Angústias
Angústias é uma freguesia portuguesa do município da Horta, na Ilha do Faial, Região Autónoma dos Açores,  com 4,12 km² de área e 2133 habitantes (censo de 2021). A sua densidade populacional é 517,7 hab./km².

## Demografia
A população registada nos censos foi:
| Distribuição da População por Grupos Etários | Distribuição da População por Grupos Etários | Distribuição da População por Grupos Etários | Distribuição da População por Grupos Etários | Distribuição da População por Grupos Etários |
| -------------------------------------------- | -------------------------------------------- | -------------------------------------------- | -------------------------------------------- | -------------------------------------------- |
| Ano                                          | 0-14 Anos                                    | 15-24 Anos                                   | 25-64 Anos                                   | > 65 Anos                                    |
| 2001                                         | 484                                          | 468                                          | 1495                                         | 337                                          |
| 2011                                         | 340                                          | 279                                          | 1401                                         | 398                                          |
| 2021                                         | 219                                          | 238                                          | 1193                                         | 483                                          |

## História
Foi aqui que estabeleceu definitivamente Joss van Hurtere, em 1467, fundando a povoação "de Horta". Na enseada de Porto Pim, um porto natural por excelência, era o local por onde se faziam as cargas e descargas dos barcos. O sítio do Pasteleiro, deve o seu nome ao negócio do pastel que por ali se fazia. A Ermida de Santa Cruz foi o primeiro edifício religioso da ilha. Em memória do desembarque dos primeiros povoadores. Nela foram sepultados Joss de Hurtere, e sua esposa, D. Beatriz de Macedo.
No testamento de D. Beatríz de Macedo, falecida a 1531, manda fazer provisão para "se fazer a dita Igreja de Santa Cruz e a dita casa para um capelão." (Ref.ª Tombo da Misericórdia da Horta, Livro 1) Frei Diogo de Chagas, em 1643, diz que a ermida ou capela "que hoje não esté de pé mais". ("Espelho Cristalino", Cap. 13) A Ermida de Santa Bárbara é fundada pelo flamengo Pero Pasteleiro, e sua mulher, Madalena da Rosa. Derrubada por um sismo em 1850, foi logo reconstruída tal como hoje a conhecemos, às custas de alguns devotos.
Data de 1567, o início da construção do Forte de Santa Cruz, a principal defesa da ilha. A sua fortificação, conventos e igrejas são vítimas de saque por parte de corsários ingleses em 1589 e 1597, sendo que em 1597, acaba também por ser incendiada. No início do Século XVII, são construídos o Portão de Mar de Porto Pim, o Forte de São Sebastião (onde atualmente funciona a Ecoteca do Faial), o Fortim da Greta (de que restam vestígios) e o Fortim de Nossa Senhora da Guia (de que restam vestígios).
O Convento de São Francisco, foi reconstruido em 1696, em local mais elevado e afastado do mar. A 12 de Novembro de 1700, é consagrado a N. Sra. do Rosário. É transladado de Angra (em 4 de Novembro) para num mausoléu da Capela-mor, o seu principal benfeitor, Simão Luiz Carolo. Com a extinção das Ordens religiosas em 1835, o convento é doado a Santa Casa da Misericórdia que ali instalou o Hospital e o Asilo de Mendicidade. A 4 de Maio de 1899, um violento incêndio destruiu por completo o convento, salvando-se a muito esforço a Igreja de N. Sra. do Rosário.
O primitivo convento foi originalmente construído no sítio denominado "Pedras dos Frades" (na Avenida Marginal onde actualmente situa-se a "rosa-dos-ventos"). Terá sido fundado por Frei Pedro da Atouguia, e a sua construção concluída, em 1522. Este convento foi saqueado e incendiado em 1597, por corsários ingleses. Um segundo convento e respectiva igreja, é construído no mesmo local por volta de 1609, mas acaba por ser destruído pelo mar durante uma violenta tempestade, sessenta anos depois (em 20 de Novembro), a qual também havia destruído as muralhas de protecção e o cais da Horta.
A freguesia de N.ª Sra. das Angústias é constituída a 28 de Novembro de 1684. D. Frei Lourenço, Bispo de Angra, em 30 de Agosto de 1675, manda realizar as obras já autorizadas para a construção da igreja, com invocação de Santa Cruz. (Arquivo dos Açores, Vol. 1, pág. 175) Em 1688, após visita do Bispo D. Clemente Vieria, a paróquia recebe 572$000 reis para obras finais e ornamentação da igreja. (Anais do Município da Horta, Marcelino de Lima, pág. 245-6) A actual Igreja de N.ª Sra. das Angústias em estilo neoclássico, começou a ser construida em 1800. As suas torres sineiras só seriam concluídas, em 1861.
Com o início da construção do Porto Comercial em 20 de Outubro de 1876, aliado à sua localização geo-estratégica, tornou-se no melhor porto do arquipélago. Serviu de porto de apoio à Marinha Aliada durante as guerras mundiais. Foi uma base de reabastecimento na Era da hidroaviação. Porto de estacionamento dos rebocadores de alto-mar holandeses. No interior do porto, é inaugurada a Marina da Horta, o primeiro porto de recreio a ser inaugurado nos Açores, em 3 de Junho de 1986.

## Monumentos e Museus
A Marina da Horta possuí um parque de âncoras e nos seus paredões pinturas murais - um verdadeiro um museu ao ar livre. Junto desta, situa-se o Clube Naval da Horta, o internacionalmente conhecido Peter Café Sport e seu Museu de Scrimshaw. A Igreja de N. Sra. do Rosário encontra-se enquadrada pelo Jardim Eduardo Bulcão e pela antiga agência do Banco de Portugal (onde se encontra instalado provisoriamente a Biblioteca Pública e Arquivo Regional da Horta). Próximo fica a Casa dos Arriagas, residência de ilustre família faialense.
No Cabeço das Moças (com 35 metros, antigamente "Cabeço da Senhora"), situa-se o Observatório Meteorológico Príncipe Alberto do Mónaco, e próximo, a Estação Radio-Naval da Marinha. Destaca-se também o jardim na Praça do Infante D. Henrique, junto dos cafés Internacional e Volga. Na Rua Cônsul Dabney, poderá ver os edifícios da Colónia Alemã, actualmente utilizados por departamentos do Governo Regional, enquanto que o Hotel Fayal ocupa as antigas vivendas do bairro da Western Union Telegraph Company.

### Paisagem Protegida do Monte da Guia
A área da Paisagem Protegida do Monte da Guia, localizada a SE da cidade da Horta, compreende uma área total de 73 hectares. Engloba o Monte Queimado e seu istmo, a enseada de Entre-Montes, a enseada de Porto Pim e seu areal, o Monte da Guia e toda a área marítima circundante.
Insere-se no complexo vulcânico da Horta ao longo de um alinhamento de cones vulcânicos. Com uma altitude de 84 metros, o Monte Queimado, é um cone de piroclastos sub-aéreo do tipo estromboliano de idade recente, enquanto Monte da Guia, como uma altitude de 145 metros, é um cone de tufo vulcânico que teve origem numa erupção submarina de tipo sutesiano, composto por duas cracteras sobrepostas abertas para o oceano, no seu lado Sul, formando a Caldeira do Inferno (também conhecidas por Caldeirinhas) que possuí uma extensão longitudinal de 500 metros e largura máxima de cerca 250 metros. Têm como pontos de visita a percorrer em bote pneumático, temos a Baia de Entre-montes, a Ponta dos Radades, a Ponta das Furnas, a Boca das Caldeirinhas, a Baia da Graça, Almeida e o Ilhéu Negro.
Têm ainda, a Laginha e os Ilhéus da Feteira.
A Ermida de N. Sra. da Guia com seu miradouro, notável pela sua extraordinária beleza panorâmica da Ilha do Faial e da Montanha do Pico. Possuí ainda um Bunker de Artilharia de Costa da II Guerra Mundial, mas este se situa num área reservada. O Museu do Centro do Mar foi instalado na antiga Fábrica da Indústria Baleeira de Porto Pim, junto das ruínas da antiga residência de verão dos Dabney. Ainda junto desta, situa-se as ruínas do armazém da salga de bacalhau. Encontra-se em estudo a possibilidade da criação no local de um Aquário Virtual e Parque Arqueológico Subaquático.

## Tradições, Festas e Curiosidades
Festas e romarias da freguesia, de N. Sra. das Angústias (6.º Domingo depois da Páscoa), de N. Sra. da Guia (1.º Domingo de Agosto), a Semana do Mar – a maior festa náutica de Portugal (do 1º ao 2º Domingo de Agosto)
No artesanato tem rendas, bordados, tapeçaria, trabalhos em escama de peixe e esculturas em miolo de figueira.
As suas colectividades são a Sociedade Filarmónica União Faialense, Angústias Atlético Clube (1923), Sociedade Recreativa Pasteleirense, Clube Naval da Horta, o Cineclube da Horta, Agrupamento 171 do Corpo Nacional de Escutas (19/05/1963) e a Associação Guias de Portugal - 3ª Companhia.

## Economia
Actividades económicas: Actividade psicatória e indústria de conservas de atum, transportes marítimos e actividade portuária, hotelaria, diversos estabelecimentos comerciais e serviços. Zona Industrial de Santa Bárbara, concentrando diversos sectores industriais (lacagem de alumínio, artefactos em cimento, oficinas de mecânica automóvel, de metalurgia, de carpintaria). Armazenagem de combustíveis. Central Termoeléctrica. Empresas de observação de cetáceos e de reparação de iates.